# Grendel Inc.
A Grendel Inc., fundada por George Kellgren, foi uma empresa de armas de fogo da Flórida que produziu pistolas semiautomáticas de polímero de 1987 a 1994.

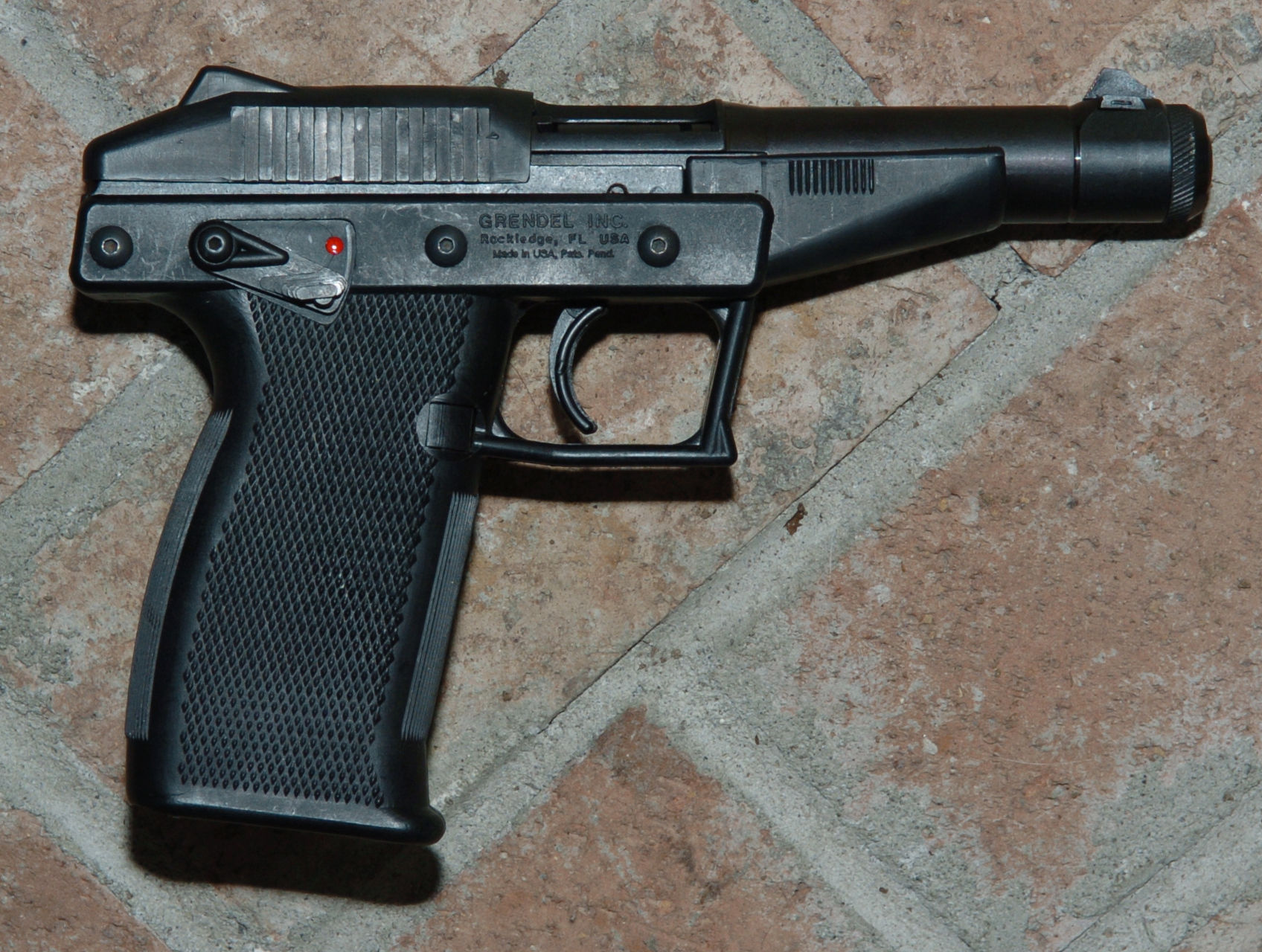
Uma Grendel P30.

O material termoplástico Zytel patenteado pela DuPont foi usado para as empunhaduras, carregadores e algumas partes móveis, enquanto lâminas, canos, "slides" e outras peças sujeitas a altos esforços foram fabricadas com o aço LaSalle Stressproof.

## Produtos
- Grendel P10 - introduzida em 1988 no calibre .380 ACP, sem carregador, o carregamento é feito por cima, um cartucho por vez, com capacidade de oito cartuchos.[2][3]
- Grendel P12 - produzida de 1991 a 1994, a P12 é uma P10 com carregador para nove cartuchos.[1]
- Grendel P30 - é uma pistola de ação simples com cano chanfrado de cinco polegadas , no calibre .22 WMR com carregador para trinta cartuchos.[carece de fontes?]
- Grendel P30M - introduzida em 1990, é uma versão carabina da P30 com um freio de boca integrado.[4]
- Grendel R31 - uma outra carabina no calibre .22 WMR.[carece de fontes?]